# Nick Vujicic
Nicholas James "Nick" Vujicic (født 4. december 1982 i Melbourne) er en australsk prædikant, taler, forfatter og leder af organisationen Life Without Limbs, en organisation for fysisk handicappede. Han holder jævnligt foredrag hvor han taler om handicap, tro og håb.

## Baggrund
Han er ældste barn i en religiøs serbisk kristen familie fra Melbourne i Australien. Da han blev født viste det sig at han havde tilstanden Tetra-amelia som medfører, at han mangler begge arme og begge ben, men han har to små fødder hvor den ene har to tæer. Vujicics mentale tilstand er i øvrigt normal.

### Opvækst
Vujicic havde en vanskelig barndom bl.a. fordi. en australsk lov forhindrede ham i at gå på en almindelig skole på grund af hans handicap, selv om han ikke var mentalt tilbagestående. Mens han gik i skole blev loven ændret og Vujicic var en af de første handicappede studenter som blev integreret ind i en normal skole.
Han lærte at skrive med de to tæer han har på sin venstre «fod» og en speciel indretning som han bruger på den ene tå når han griber ting. Han lærte også at bruge en computer og han skrev på denne med en «hæl og tå metode». Han lærte at kaste tennisbolde, svare telefon, barbere sig og tage sig et glas vand.

### Vækkelse og virke
Bl.a. som følge af mobning i skolen var Vujicic ofte deprimeret, og i tiårsalderen overvejede han selvmord. Efter at have bedt til Gud om at få arme og ben begyndte han at forstå at hans tilstand kunne inspirere andre og at også hans liv derfor havde en mening, hvilket igen medførte, at han i overensstemmelse med sin religiøse baggrund, kunne takke Gud for at være i live.
Et vigtigt vendepunkt i hans liv opstod da hans mor viste ham en avisartikel om en mand som levede med et stort handicap. Det fik ham til at indse at han ikke var den eneste med store udfordringer.
Da han var sytten begyndte han at tale i børnegrupper, og efterhånden startede han sin organisation Life Without Limbs, som i dag er omdrejningspunkt for hans virke som foredragsholder og prædikant.
I 2005 blev Nick nomineret til "Young Australian of the Year"-prisen.

## Bøger
- Et liv uden grænser, Sphinx, 2012